# 신천돗자리음악회
신천돗자리음악회는 대구광역시 남구에서 개최하는 축전이다.

## 개요
"폭염탈출 신천돗자리 음악회"는 한여름밤 더위에 지친 남구민과 대구시민들께 시원함과 즐거움을 드리고자 매년 7월말 또는 8월초에 남구청과 지역케이블방송이 함께 마련하고 있으며, 2007년 제1회 음악회를 개최한 이래 지역민들의 뜨거운 관심과 참여로 회를 거듭할수록 지역을 대표하는 여름 축제로 자리매김하고 있다. 특히 신천돗자리 음악회는 어떤 형식이나 격식에 구애 받지 않고 누구나가 자유롭게 참여하여 모두가 주인공이 되는 도심의 서민친화형 축제이자 민과 관이 협력하여 상생을 도모하는 민간주도형 축전이다. 앞으로 남구청은 민간과 협력하여 주민여러분들을 위하여 매년 풍성하고 새로운 프로그램을 개발하여 지역민들에게 청량감과 흥겨운 한때를 제공코자 한다.

## 연혁
- 2007. 8. 4 ~ 8. 9 제1회 신천돗자리 음악회
- 2008. 7.31 ~ 8. 3 제2회 신천돗자리 음악회
- 2009. 7.23 ~ 7.26 제3회 신천돗자리 음악회
- 2010. 8. 5 ~ 8. 8 제4회 신천돗자리 음악회
- 2011. 7.28 ~ 7.31 제5회 신천돗자리 음악회
- 2012. 8. 2 ~ 8. 5 제6회 신천돗자리 음악회
- 2013. 8. 1 ~ 8. 4 제7회 신천돗자리 음악회
- 2014. 7.31 ~ 8. 3 제8회 신천돗자리 음악회